# Giovanni Andrea Maurizio
Giovanni Andrea Maurizio (* 4. Juli 1815 in Vicosoprano; † 17. April 1885 ebenda) war ein Schweizer Theologe, Lehrer, Laien-Philologe und Schriftsteller.

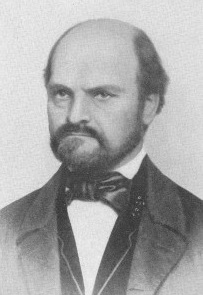
Giovanni Andrea Maurizio

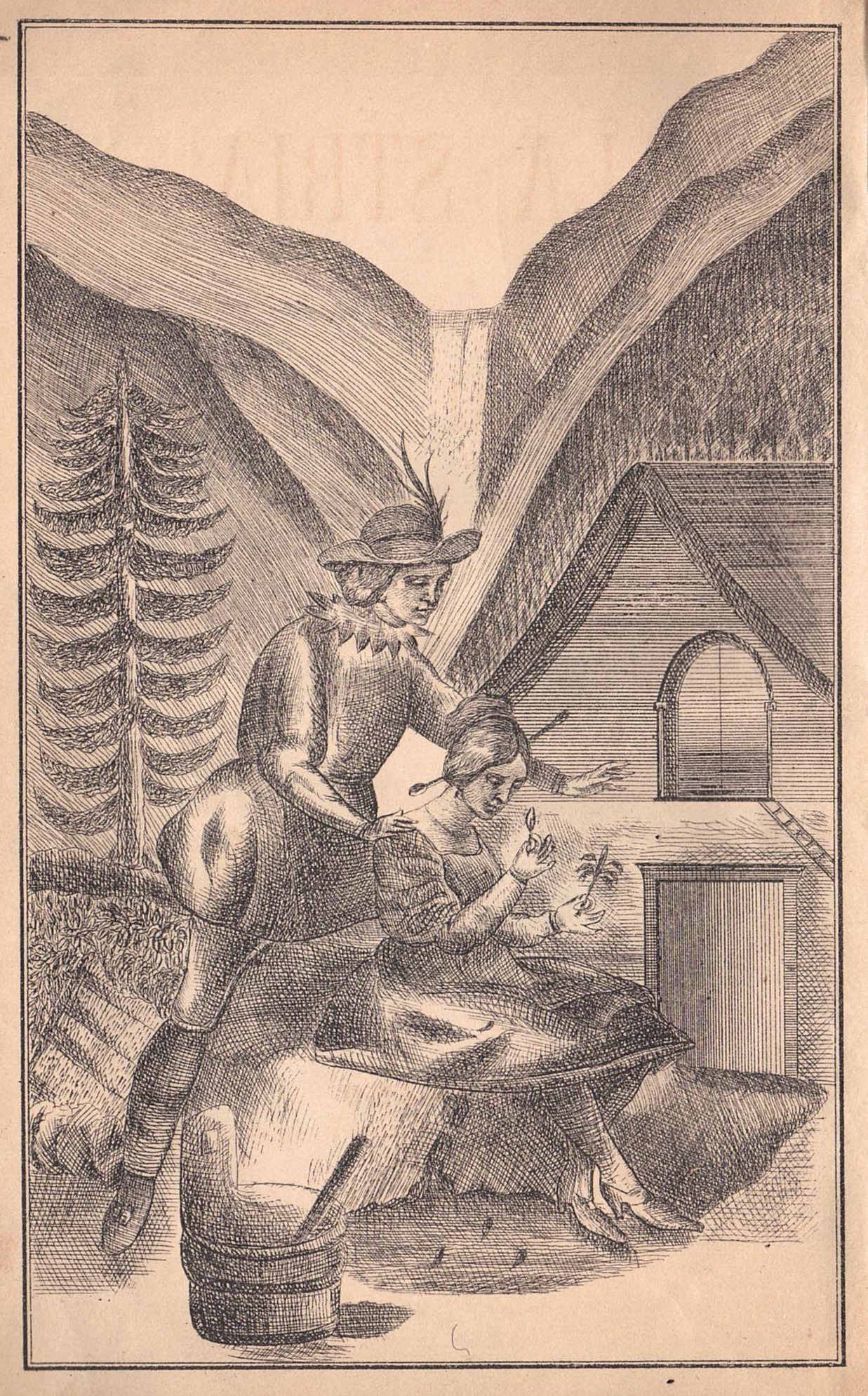
Frontispiz von Maurizios grossem Drama La Stria, 1875

## Leben
Maurizio stammte aus einer Bergeller Familie. Nach dem Besuch des Gymnasiums in Ftan und Chur studierte er Theologie an der Universität Zürich, brach das Studium jedoch ab. Im Folgenden wirkte er als Lehrer an der Kantonsschule Chur und am Evangelischen Institut Schiers sowie als Primar- und Sekundarlehrer in verschiedenen Gemeinden Graubündens. Später war er Schulinspektor und Landammann in seinem Heimattal, dem Bergell, wo er 1885 verstarb.

## Werk
Maurizio beschäftigte sich eingehend mit dem Bergeller Idiom, das eine sprachgeschichtlich einzigartige Mischung aus Lombardisch und Ladinisch bildet. Unter anderem hat er den italienischen Philologen Graziadio Ascoli mit Forschungsmaterial zum Bergeller Idiom versorgt.
Ein Grossteil seiner Dramen und Gedichte wurden bei einem Brand seines Hauses in Vicosoprano 1865 zerstört. Sein schriftstellerisches Hauptwerk ist das 1875 verfasste Drama La Stria, ossia i stingual da l'amur (dt. Die Hexe oder die Launen der Liebe). Die Handlung des historischen Stücks ist in der Reformationszeit angesiedelt. Die Reformation war für das Bergell ein prägender historischer Vorgang, und somit auch in der Erinnerungskultur vordergründig, zumal das Tal bis heute die einzige italienischsprachige Region mit evangelischer Bevölkerungsmehrheit ist. La Stria ist ein vielschichtiges Drama, das neben der historischen Komponente auch Aspekte einer Tragödie, aber auch einer Beziehungskomödie aufweist. Die zentralen Figuren sind der Rückkehrer Tumpee Stampa und seine Jugendliebe Anin, die im Laufe der Handlung von Altgläubigen der Hexerei bezichtigt und verurteilt, zuletzt aber rehabilitiert wird. Das Drama umfasst fünf Akte und zählt zu den wenigen großen literarischen Zeugnissen im Bergeller Idiom vor 1900.
2013 wurde das Projekt La Stria 2015 lanciert, das unter dem Patronat der Società culturale di Bregaglia eine Neuinszenierung des Dramas zum Ziel hatte.